# Syllable

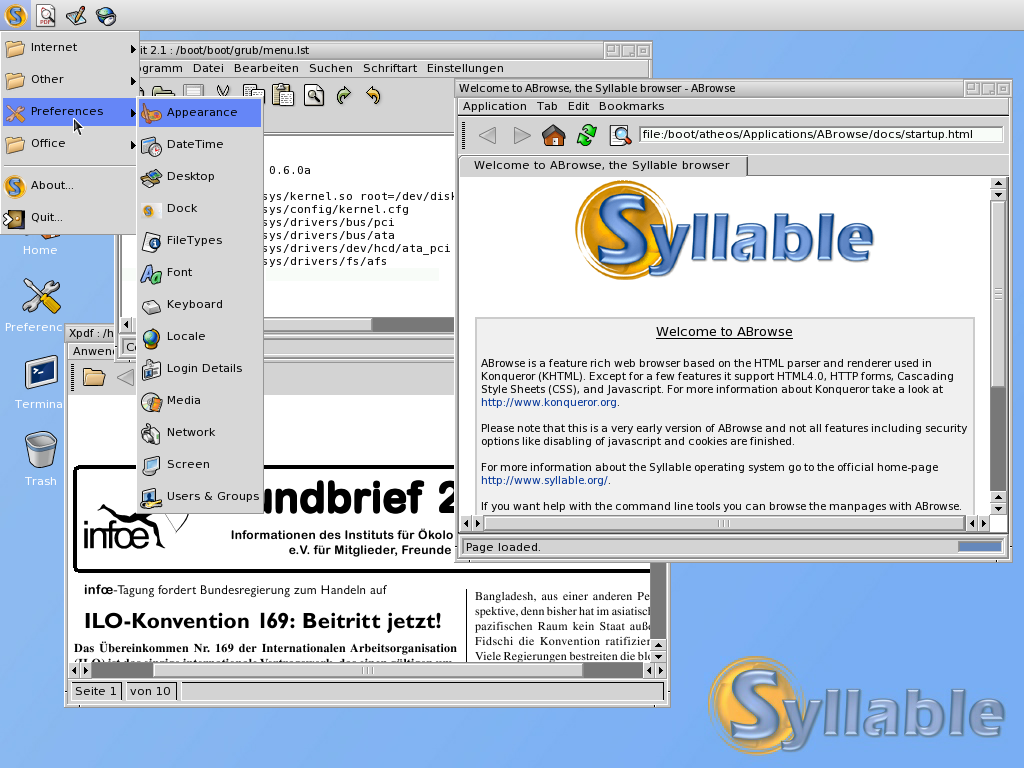
Syllable met ABrowse, AEdit en xpdf

Syllable is een vrij hobby-besturingssysteem voor Intel x86 Pentium-compatibele processoren. De naam "syllable" betekent in het Engels "lettergreep". Dit woord is afgeleid uit het Grieks (συλλαβή).
Het promoot zichzelf als "een opensource-desktopbesturingssysteem dat geen Linux is" en richt zich op thuisgebruikers en kleine bedrijven. Het doel is het creëren van een stabiel en gemakkelijk te gebruiken desktopbesturingssysteem. Syllable is afgeleid van het niet-doorontwikkelde AtheOS in juli 2002. De servereditie is echter wel gebaseerd op Linux.
Er is een desktop- en een servereditie. Het systeem heeft ook een eigen webbrowser (ABrowse, gebaseerd op WebKit), e-mailclient, mediaspeler en IDE.

## Eigenschappen
- Een eigen 64 bits-bestandssysteem, het AtheOS File System (afgekort tot AFS)
- C++-georiënteerde API
- Eigen objectgeoriënteerde GUI
- POSIX-compatibiliteit
- Veel programmeersoftware (waaronder Emacs, Vim, Perl, Python en Apache)
- GNU-toolchain (GCC, binutils en make)
- Preventieve multitasking (pre-emptive multitasking) met ondersteuning voor multithreading
- Ondersteunt SMP
- Drivers voor de meest gangbare hardware (video, geluid, netwerkkaarten enz.)
- Mogelijkheid om met verschillende bestandssystemen te werken: FAT (lezen/schrijven), NTFS (lezen) en ext2 (lezen)
- Het systeem kan gescript worden met de scripttaal REBOL

Syllable is stabiel maar heeft weinig functies. De meest recente versie is 0.6.7, uitgebracht op 12 april 2012.